# Malé Heraltice
Malé Heraltice (německy Klein Herrlitz, polsky Heralcice Małe) je vesnice, část obce Velké Heraltice v okrese Opava. Nachází se 3 km na západ od Velkých Heraltic. Prochází zde silnice I/11. V roce 2009 zde bylo evidováno 72 adres. V roce 2001 zde trvale žilo 194 obyvatel.
Malé Heraltice je také název katastrálního území o rozloze 4,89 km2.

## Historie
První písemná zmínka o obci pochází z roku 1377.

## Pamětihodnosti
- Kostel sv. Bartoloměje

## Další fotografie

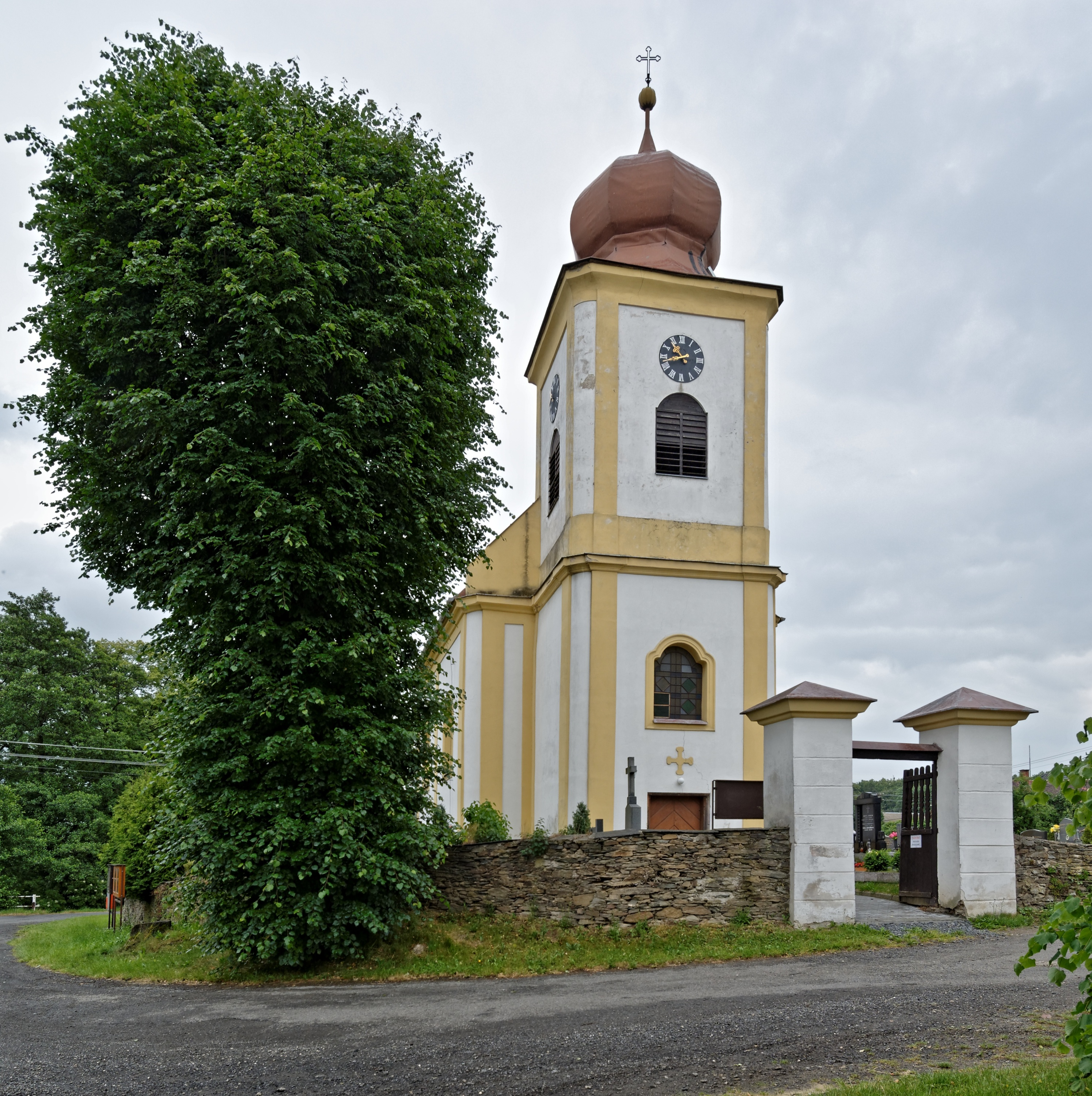
Kostel sv. Bartoloměje
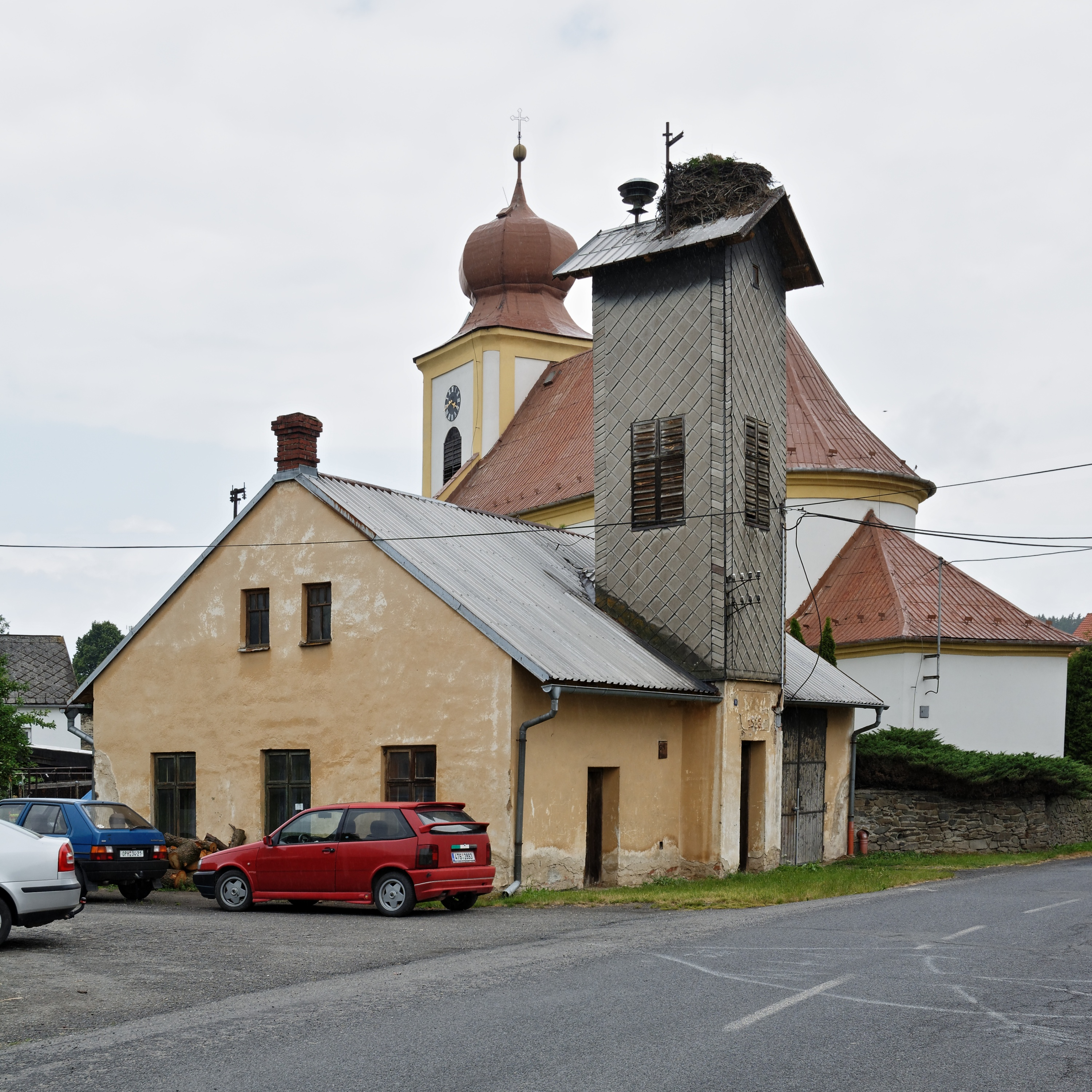
Hasičská zbrojnice s věží
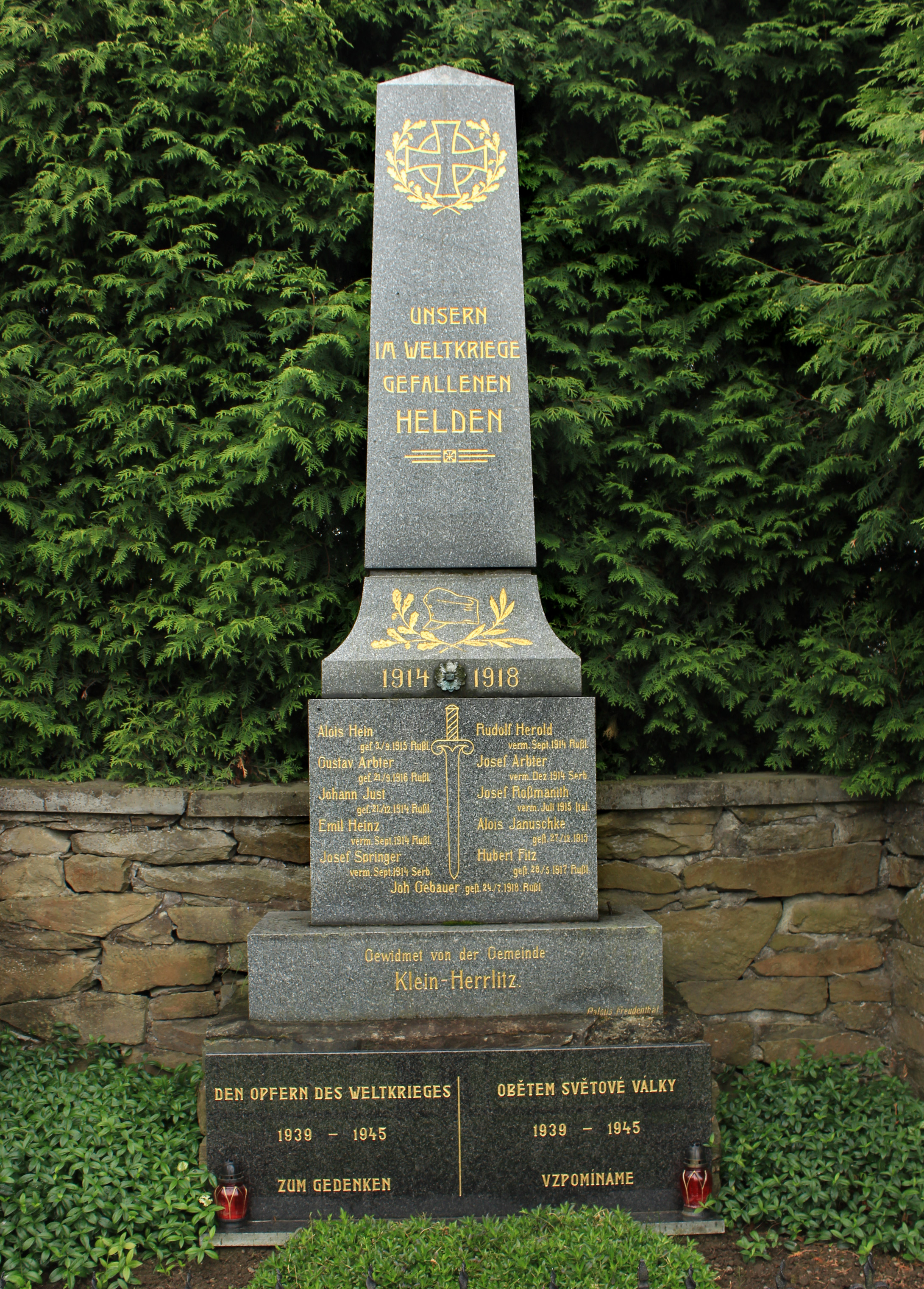
Památník obětem světových válek